# Melbourne Cricket Ground
Melbourne Cricket Ground (MCG) is een belangrijk stadion in Melbourne, Australië, dat wordt gebruikt voor cricket, Australisch voetbal en voetbal. Het stadion is geopend in 1854, en biedt tegenwoordig plaats aan bijna 100.000 toeschouwers. Melbourne Cricket Ground staat op het Victorian Heritage Register.
De Melbourne Cricket Ground was het hoofdstadion van de Olympische Spelen van 1956 en de Commonwealth Games 2006. Het is een van de belangrijkste en grootste cricketstadions in de wereld. Tot in de jaren 70 bood het stadion plaats aan 120.000 mensen, vanwege de veiligheid is dit aantal nu echter omlaag gebracht. Het toeschouwersrecord van 130.000, dateert uit 1959.
De Richmond Football Club uit Richmond speelt haar thuiswedstrijden in het MCG.

Melbourne Cricket Ground
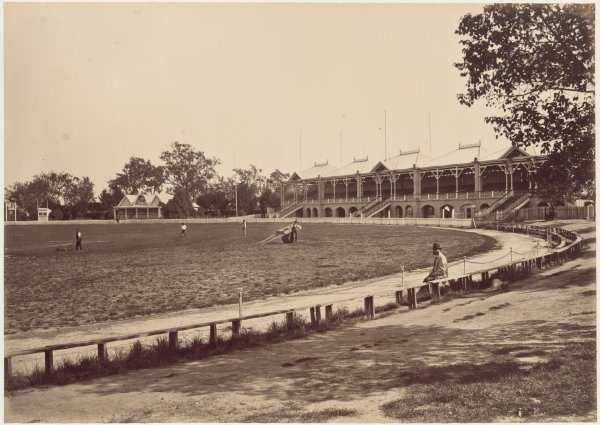
Stadion in 1878
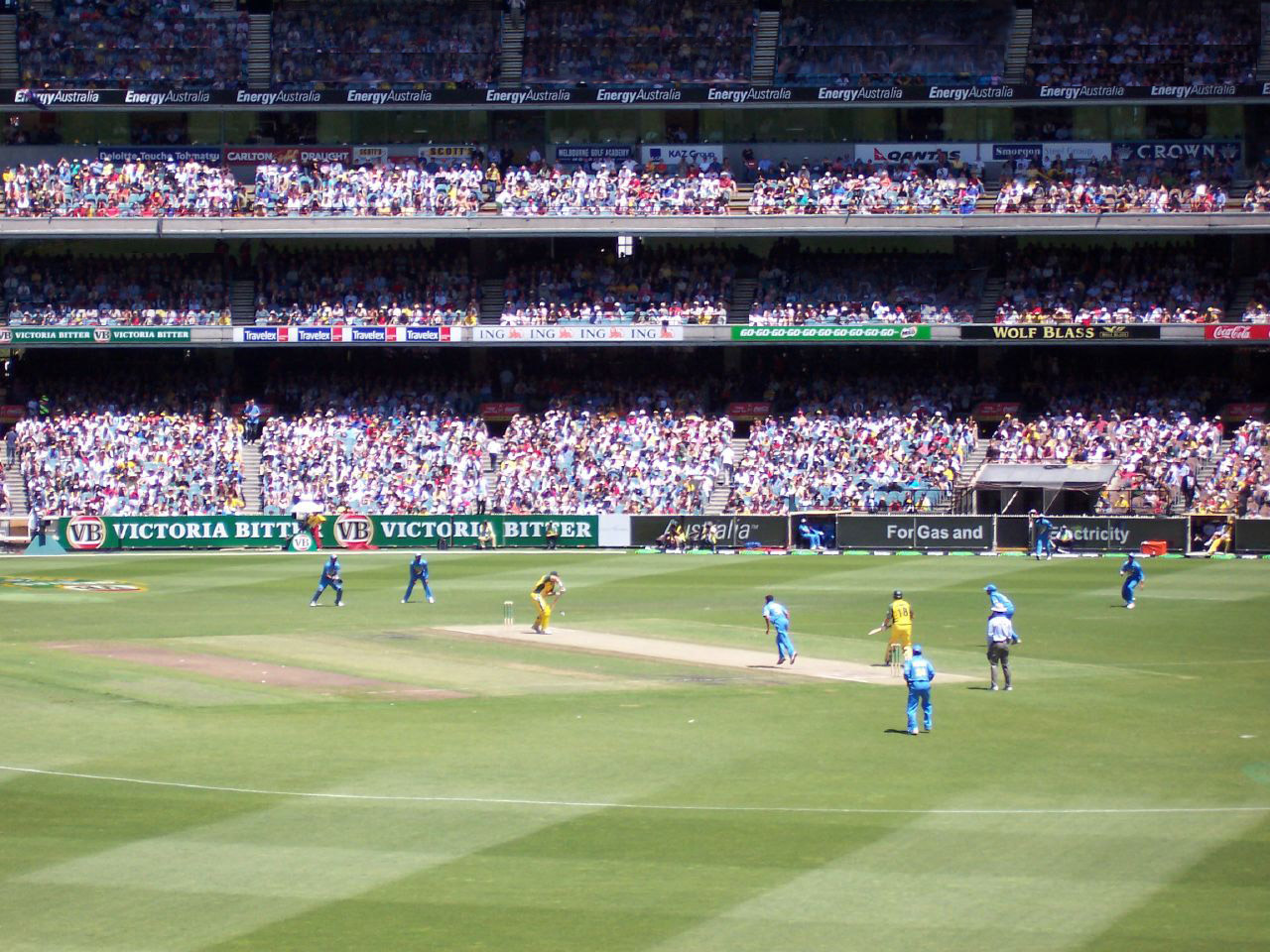
Cricket: Australië - India, 2004
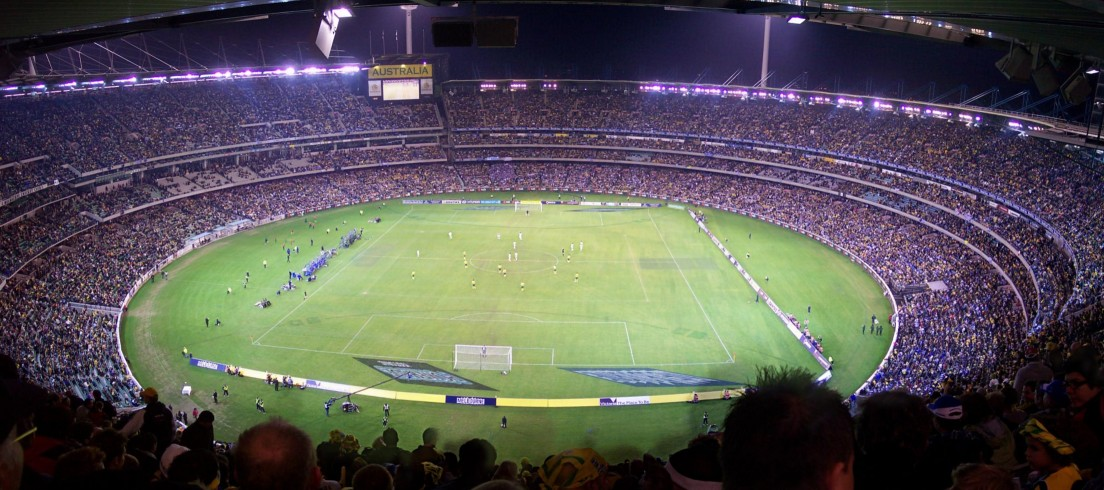
Voetbal: Australië - Griekenland, 2006

- MusicBrainz: d271b719-fb6a-4d64-9f90-d5e6c6295866
- Nationale bibliotheek van Australië: 60598153
- Nationale Bibliotheek van Israël: 987007285443405171
- Virtual International Authority File: 316746892